# Vegar Eggen Hedenstad
Vegar Eggen Hedenstad (Elverum, 26 giugno 1991) è un calciatore norvegese, difensore del Vålerenga.

## Caratteristiche tecniche
Può essere impiegato come terzino sinistro oppure come centrocampista difensivo ed è un calciatore dotato di buona tecnica.

## Carriera

### Club

#### Elverum e Stabæk
Eggen Hedenstad ha iniziato a giocare a calcio con la maglia dell'Elverum, per cui ha debuttato in prima squadra nel corso del 2006. Nel 2008 è passato allo Stabæk. Ha esordito con la nuova squadra il 4 giugno dello stesso anno, subentrando a Tom Stenvoll nel successo per 0-2 in casa del Fram Larvik, nel Norgesmesterskapet 2008. Il 7 giugno ha giocato il primo match nell'Eliteserien: è entrato in campo in luogo di Johan Andersson nel pareggio a reti inviolate contro lo Strømsgodset. A fine stagione, la squadra si è aggiudicata la vittoria finale in campionato. Il 21 maggio 2009 ha segnato la prima rete per il club, nel pareggio per 2-2 in casa del Viking. Il 15 luglio dello stesso anno ha giocato il primo incontro della sua carriera nelle competizioni europee per club, seppure nei turni preliminari: è stato infatti titolare nel pareggio per 1-1 contro il KF Tirana.

#### L'approdo in Germania
Il 17 luglio 2012 è passato al Friburgo a titolo definitivo. Ha esordito in Bundesliga il 1º settembre, quando è stato titolare nella sconfitta per 2-0 in casa del Bayer Leverkusen.
Il 4 luglio 2014 è trasferito all'Eintracht Braunschweig con la formula del prestito: ha scelto la maglia numero 2. Ha esordito con questa casacca il 1º agosto, schierato titolare nel pareggio sul campo del Fortuna Düsseldorf col punteggio di 2-2. Il 9 novembre ha segnato la prima rete, attraverso cui ha contribuito alla vittoria per 1-2 in casa dell'Erzgebirge Aue.
È poi tornato al Friburgo per fine prestito, squadra in cui ha militato per un'ulteriore stagione. Il 3 aprile 2016 è stato reso noto che Eggen Hedenstad aveva firmato un contratto triennale con il St. Pauli, valido a partire dal 1º luglio. L'8 agosto ha disputato la prima partita in squadra, schierato titolare nella sconfitta maturata sul campo dello Stoccarda, col punteggio di 2-1.

#### Rosenborg
Il 9 febbraio 2017, il Rosenborg ha ufficializzato l'acquisizione di Eggen Hedenstad, che si è legato al nuovo club con un contratto quadriennale: ha scelto la maglia numero 2. Al termine di questo accordo, è rimasto svincolato.

### Nazionale
Eggen Hedenstad ha debuttato per la Norvegia under 21 il 28 maggio 2010, quando è stato schierato titolare nella vittoria per 2-1 sull'Ungheria. Il 7 maggio 2013 è stato incluso nella lista provvisoria consegnata all'UEFA dal commissario tecnico Tor Ole Skullerud in vista del campionato europeo Under-21 2013. Il 22 maggio, il suo nome è comparso tra i 23 calciatori scelti per la manifestazione. La selezione norvegese ha superato la fase a gironi, per poi venire eliminata dalla Spagna in semifinale. In base al regolamento, la Norvegia ha ricevuto la medaglia di bronzo in ex aequo con l'Olanda, altra semifinalista battuta.
Il 15 gennaio 2012 ha esordito invece per la Nazionale maggiore, subentrando a Lars Christopher Vilsvik nel pareggio per 1-1 contro la Danimarca.

## Statistiche

### Presenze e reti nei club
Statistiche aggiornate al 9 gennaio 2021.
| Stagione                | Club                    | Campionato              | Campionato | Campionato | Coppe nazionali | Coppe nazionali | Coppe nazionali | Coppe continentali | Coppe continentali | Coppe continentali | Supercoppe | Supercoppe | Supercoppe | Totale | Totale |
| Stagione                | Club                    | Comp                    | Pres       | Reti       | Comp            | Pres            | Reti            | Comp               | Pres               | Reti               | Comp       | Pres       | Reti       | Pres   | Reti   |
| ----------------------- | ----------------------- | ----------------------- | ---------- | ---------- | --------------- | --------------- | --------------- | ------------------ | ------------------ | ------------------ | ---------- | ---------- | ---------- | ------ | ------ |
| 2006                    | Elverum                 | 3D                      | ?          | ?          | CN              | ?               | ?               | -                  | -                  | -                  | -          | -          | -          | ?      | ?      |
| 2007                    | Elverum                 | 3D                      | ?          | ?          | CN              | ?               | ?               | -                  | -                  | -                  | -          | -          | -          | ?      | ?      |
| Totale Elverum          | Totale Elverum          | Totale Elverum          | ?          | ?          |                 | ?               | ?               |                    | -                  | -                  |            | -          | -          | ?      | ?      |
| 2008                    | Stabæk                  | ES                      | 3          | 0          | CN              | 1               | 0               | CU                 | 0                  | 0                  | -          | -          | -          | 4      | 0      |
| 2009                    | Stabæk                  | ES                      | 22         | 1          | CN              | 5               | 0               | UCL+UEL            | 4+2                | 0                  | SN         | 0          | 0          | 33     | 1      |
| 2010                    | Stabæk                  | ES                      | 27         | 1          | CN              | 2               | 0               | UEL                | 2                  | 0                  | -          | -          | -          | 31     | 1      |
| 2011                    | Stabæk                  | ES                      | 28         | 2          | CN              | 2               | 0               | -                  | -                  | -                  | -          | -          | -          | 30     | 2      |
| gen.-lug. 2012          | Stabæk                  | ES                      | 14         | 2          | CN              | 3               | 0               | UEL                | 2                  | 0                  | -          | -          | -          | 19     | 2      |
| Totale Stabæk           | Totale Stabæk           | Totale Stabæk           | 94         | 6          |                 | 13              | 0               |                    | 10                 | 0                  |            | 0          | 0          | 117    | 6      |
| 2012-2013               | Friburgo                | BL                      | 16         | 0          | CG              | 4               | 0               | -                  | -                  | -                  | -          | -          | -          | 20     | 0      |
| 2013-2014               | Friburgo                | BL                      | 0          | 0          | CG              | 0               | 0               | UEL                | 1                  | 0                  | -          | -          | -          | 1      | 0      |
| 2012-2013               | Friburgo II             | RL                      | 1          | 0          | -               | -               | -               | -                  | -                  | -                  | -          | -          | -          | 1      | 0      |
| 2013-2014               | Friburgo II             | RL                      | 3          | 0          | -               | -               | -               | -                  | -                  | -                  | -          | -          | -          | 3      | 0      |
| 2014-2015               | E. Braunschweig         | 2L                      | 28         | 1          | CG              | 1               | 0               | -                  | -                  | -                  | -          | -          | -          | 29     | 1      |
| 2015-2016               | Friburgo                | 2L                      | 7          | 0          | CG              | 1               | 0               | -                  | -                  | -                  | -          | -          | -          | 8      | 0      |
| Totale Friburgo         | Totale Friburgo         | Totale Friburgo         | 23         | 0          |                 | 5               | 0               |                    | 1                  | 0                  |            | -          | -          | 29     | 0      |
| 2015-2016               | Friburgo II             | RL                      | 5          | 0          | -               | -               | -               | -                  | -                  | -                  | -          | -          | -          | 5      | 0      |
| Totale Friburgo II      | Totale Friburgo II      | Totale Friburgo II      | 9          | 0          |                 | -               | -               |                    | -                  | -                  |            | -          | -          | 9      | 0      |
| 2016-feb. 2017          | St. Pauli               | 2L                      | 15         | 0          | CG              | 1               | 0               | -                  | -                  | -                  | -          | -          | -          | 16     | 0      |
| 2017                    | Rosenborg               | ES                      | 27         | 2          | CN              | 0               | 0               | UCL+UEL            | 4+6                | 0+1                | SN         | 1          | 0          | 38     | 3      |
| 2018                    | Rosenborg               | ES                      | 27         | 0          | CN              | 4               | 0               | UCL+UEL            | 4+4                | 0                  | -          | -          | -          | 39     | 0      |
| 2019                    | Rosenborg               | ES                      | 27         | 2          | CN              | 4               | 0               | UCL+UEL            | 8+5                | 0                  | -          | -          | -          | 44     | 2      |
| 2020                    | Rosenborg               | ES                      | 19         | 1          | -               | -               | -               | UEL                | 4                  | 0                  | -          | -          | -          | 23     | 1      |
| Totale Rosenborg        | Totale Rosenborg        | Totale Rosenborg        | 100        | 5          |                 | 8               | 0               |                    | 16+19              | 0+1                |            | 1          | 0          | 144    | 6      |
| gen.-giu. 2021          | Fatih Karagümrük        | SL                      | 18         | 1          | CT              | -               | -               | -                  | -                  | -                  | -          | -          | -          | 18     | 1      |
| 2021-gen. 2022          | Fatih Karagümrük        | SL                      | 14         | 0          | CT              | 0               | 0               | -                  | -                  | -                  | -          | -          | -          | 14     | 0      |
| Totale Fatih Karagümrük | Totale Fatih Karagümrük | Totale Fatih Karagümrük | 32         | 1          |                 | 0               | 0               |                    | -                  | -                  |            | -          | -          | 32     | 1      |
| 2022                    | Vålerenga               | ES                      | 0          | 0          | CN              | 0               | 0               | -                  | -                  | -                  | -          | -          | -          | 0      | 0      |
| Totale                  | Totale                  | Totale                  | 301+       | 13+        |                 | 28+             | 0+              |                    | 46                 | 1                  |            | 1          | 0          | 376+   | 14+    |

### Cronologia presenze e reti in nazionale
| Cronologia completa delle presenze e delle reti in nazionale ― Norvegia | Cronologia completa delle presenze e delle reti in nazionale ― Norvegia | Cronologia completa delle presenze e delle reti in nazionale ― Norvegia | Cronologia completa delle presenze e delle reti in nazionale ― Norvegia | Cronologia completa delle presenze e delle reti in nazionale ― Norvegia | Cronologia completa delle presenze e delle reti in nazionale ― Norvegia | Cronologia completa delle presenze e delle reti in nazionale ― Norvegia | Cronologia completa delle presenze e delle reti in nazionale ― Norvegia |
| Data                                                                    | Città                                                                   | In casa                                                                 | Risultato                                                               | Ospiti                                                                  | Competizione                                                            | Reti                                                                    | Note                                                                    |
| ----------------------------------------------------------------------- | ----------------------------------------------------------------------- | ----------------------------------------------------------------------- | ----------------------------------------------------------------------- | ----------------------------------------------------------------------- | ----------------------------------------------------------------------- | ----------------------------------------------------------------------- | ----------------------------------------------------------------------- |
| 15-1-2012                                                               | Bangkok                                                                 | Danimarca                                                               | 1 – 1                                                                   | Norvegia                                                                | Amichevole                                                              | -                                                                       |                                                                         |
| 21-1-2012                                                               | Bangkok                                                                 | Corea del Sud                                                           | 3 – 0                                                                   | Norvegia                                                                | Amichevole                                                              | -                                                                       |                                                                         |
| 14-11-2012                                                              | Budapest                                                                | Ungheria                                                                | 0 – 2                                                                   | Norvegia                                                                | Amichevole                                                              | -                                                                       |                                                                         |
| 6-2-2013                                                                | Siviglia                                                                | Ucraina                                                                 | 2 – 0                                                                   | Norvegia                                                                | Amichevole                                                              | -                                                                       |                                                                         |
| Totale                                                                  |                                                                         | Presenze                                                                | 4                                                                       |                                                                         | Reti                                                                    | 0                                                                       |                                                                         |

## Palmarès

### Club

#### Competizioni nazionali
- Campionato norvegese: 3

Stabæk: 2008
Rosenborg: 2017, 2018
- Coppa di Norvegia: 1

Rosenborg: 2018
- Superfinalen: 1

Stabæk: 2009
- 2. Fußball-Bundesliga: 1

Friburgo: 2015-2016
- Supercoppa di Norvegia: 1

Rosenborg: 2017
- 1. divisjon: 1

Vålerenga: 2024